# Mientras Buenos Aires duerme
 Mientras Buenos Aires duerme  es una película argentina en blanco y negro que se estrenó en mayo de 1925 en el cine Metropol. Fue dirigida por José Agustín Ferreyra sobre su propio guion protagonizada por Mary Clay, Jorge Lafuente y Julio Donadille.
Algunos interiores de la película se filmaron fuera del set, en decorados construidos en la terraza de una casa ubicada en Buenos Aires, calle Defensa entre Humberto I y Carlos Calvo, en el barrio de San Telmo. 

## Reparto
- Mary Clay
- Jorge Lafuente
- Carmen Martínez
- Julio Donadille
- Augusto Goçalbes
- Percival Murray
- Anselmo Aieta …Extra

## Comentario
Jorge Miguel Couselo dice que a partir de este filme Ferreyra "vuelve al misterio de la noche y sus compartimentos de evasión y pecado".